# Tymina
Tymina (skróty: Thy, T) – organiczny związek chemiczny z grupy pirymidyn, jedna z pięciu zasad azotowych, wchodzących w skład podstawowych nukleotydów kwasów nukleinowych (DNA i RNA). W dwuniciowych kwasach nukleinowych tymina tworzy parę komplementarną z adeniną za pomocą dwóch wiązań wodorowych. 
Tymina po połączeniu wiązaniem N-glikozydowym z deoksyrybozą tworzy nukleozyd pirymidynowy – tymidynę. Odpowiednikiem tyminy w RNA jest uracyl, a tymidyny – urydyna.